# کیم دونگ‌جین (داور)
کیم دونگ‌جین (زاده ۹ ژوئن ۱۹۷۳) داور فوتبال اهل کره جنوبی می باشد.نام او از سال ۲۰۰۵ در لیست داوران بین المللی قرار دارد.

## منبع
- ویکی‌پدیای انگلیسی